# Vanderheydenita
La vanderheydenita és un mineral de la classe dels fosfats.

## Característiques
La vanderheydenita és un fosfat de fórmula química Zn₆(PO₄)₂(SO₄)(OH)₄·7H₂O. Va ser aprovada com a espècie vàlida per l'Associació Mineralògica Internacional l'any 2014. Cristal·litza en el sistema monoclínic.
L'exemplar que va servir per a determinar l'espècie, el que es coneix com a material tipus, es troba conservat a les col·leccions mineralògiques del Museu d'Austràlia Meridional, ubicat a Adelaida, Austràlia, amb el número de registre G32512.

## Formació i jaciments
Va ser descoberta al block 14 opencut de Broken Hill, al comtat de Yancowinna, dins Nova Gal·les del Sud, Austràlia. Es tracta de l'únic indret on ha estat descrita aquesta espècie mineral a tot el planeta.